# Südlingen
Südlingen ist der westlichste und mit Kelsen der südlichste Ortsteil der rheinland-pfälzischen Ortsgemeinde Merzkirchen im Landkreis Trier-Saarburg. Er ist zudem der bevölkerungsschwächste Ortsteil der Gemeinde.

## Geographie
Das als Straßendorf angelegte Südlingen liegt am Osthang eines nach Süden abfallenden Bachtales 1,44 km (Luftlinie von Kirche zu Kirche) südwestlich des Ortsteils Dittlingen und 2,45 km (Luftlinie von Kirche zu Kirche) südwestlich des Ortsteils Merzkirchen. Der Ort liegt im Osten des Saargaues an der Grenze zum Saarland. Die Grenze zur westlichen Nachbargemeinde Palzem (Ortsteil Esingen) liegt in 710 m Entfernung, die zur südlichen Nachbargemeinde Kirf (Ortsteil Beuren) in 460 m Entfernung.
Die höchsten Erhebungen im nahen Umkreis sind
- der Gommelberg (etwa 300 m ü. NHN) im Süden
- der Wiesenberg (etwa 320 m ü. NHN) im Osten

Die umgebende Landschaft wird landwirtschaftlich genutzt und ist geprägt von Weideland, Ackerflächen und Streuobstwiesen. In Teilen der Gemarkung bedeckt Keuper den darunter liegenden Muschelkalk.
Der westliche Teil der Ortsgemarkung liegt im FFH-Gebiet Kalkwälder bei Palzem (Gebietsnummer 6404-305).

### Südlinger Bach
Der Name des Baches, an dessen Ostseite der Ort liegt, ist Südlinger Bach. Er entspringt etwa 580 m nördlich der Ortslage, unterquert östlich der Ortslage die L 132 und vereinigt sich nach weiteren 410 m mit dem aus Osten kommenden Dittlinger Bach. Er fließt weiter in überwiegend südlicher Richtung, nimmt nach 1,44 km das Wasser des aus Richtung Beuren kommenden Halsgrath-Baches auf, macht an dieser Stelle eine Wendung nach Westen, fließt an Palzem-Dilmar vorbei, dessen Namen er als Dilmarbach fortan trägt, und mündet nach 3,16 km seit der Vereinigung mit dem Halsgrath als rechter Nebenfluss südöstlich von Palzem in die Mosel.

## Geschichte
Die erste urkundliche Erwähnung erfuhr der Ort Siedelingen im Jahre 1159. Die Endung -ingen des Ortsnamens sowie die Siedlungsform Hof-Burg lässt auf eine fränkische Ansiedlung schließen. Hinzu kommt, dass man 1895 30 Gräber aus der Frankenzeit gefunden hat. Weitere vier Gräber aus dem 8. Jahrhundert barg das Rheinische Landesmuseum Trier 1938 bei einer Nachgrabung. Eine Besiedlung zur Römerzeit angesichts der in der Nähe bei der Flur Ahlersfels verlaufenden alten Römerstraße konnte bislang nicht nachgewiesen werden. Ursprünglich war hier eine Wasserburg, umgeben von Wall und Graben. Sie sollte – ähnlich wie die nahe gelegene Burg Thorn – ein Vorposten gegen die Grafschaft Luxemburg sein.
Burg und Dorf gehörten den Herren von Südlingen, bis sie 1161 im Streit zwischen dem Pfalzgrafen Konrad dem Staufer und den Trierer Bischöfen von Kaiser Barbarossa an Erzbischof Hillin von Trier fiel. Ab dem 14. Jahrhundert war die Ansiedlung im Besitz derer von Püttlingen, später derer von der Fels (Veltz). Vermutlich infolge der Auswirkungen des Dreißigjährigen Krieges war Südlingen noch 1516 zerstört und unbewohnt. 1707 kam der Ort als Lehen an Karl Lothar Freiherr von der Horst.
Bis zu acht Meter hohe Mauerreste früherer Bauwerke standen noch 1848. Die einzigen Spuren aus dem 8. Jahrhundert finden sich heute noch in der im Privatbesitz befindlichen Kapelle. Gegen den Widerstand der Bewohner wurde 1970 die Kapellenwiese vom Bistum Trier vereinnahmt, so dass die Kapellenbesitzer für die Unterhaltung des Gebäudes selbst aufkommen müssen. 1790 hatte das Dorf in sieben Häusern sechs Bürger, 1843 nur noch vier Einwohner, 1911 immerhin wieder 52 Einwohner in zehn (!) Gebäuden. Im Zweiten Weltkrieg wurde der Ort zu 80 % zerstört.
Am 18. Juli 1946 wurde die damalige Gemeinde Südlingen gemeinsam mit weiteren 80 Gemeinden der Landkreise Trier und Saarburg dem im Februar 1946 von der übrigen französischen Besatzungszone abgetrennten Saargebiet angegliedert, das zu der Zeit nicht mehr dem Alliierten Kontrollrat unterstand. Am 6. Juni 1947 wurde diese territoriale Ausgliederung bis auf 21 Gemeinden wieder zurückgenommen, damit kam Südlingen an das 1946 neugebildete Land Rheinland-Pfalz.
Am 16. März 1974 wurde die bis dahin eigenständige Gemeinde Südlingen mit 40 Einwohnern zusammen mit fünf weiteren Gemeinden zur Ortsgemeinde Merzkirchen in Form einer Neubildung zusammengefasst.

## Politik

### Ortsbezirk
Südlingen ist gemäß Hauptsatzung einer von sieben Ortsbezirken der Ortsgemeinde Merzkirchen. Der Bezirk umfasst das Gebiet der ehemaligen Gemeinde. Auf die Bildung eines Ortsbeirats wurde verzichtet. Die Interessen des Ortsbezirks werden von einem Ortsvorsteher vertreten.
Rudolf Weiter wurde am 9. Juli 2009 Ortsvorsteher von Südlingen. Bei der Direktwahl am 26. Mai 2019 wurde er mit einem Stimmenanteil von 60,71 % und am 9. Juni 2024 als einziger Bewerber mit 59,1 % jeweils für weitere fünf Jahre in seinem Amt bestätigt.

### Wappen
| Wappen von Südlingen | Blasonierung: „In Silber ein rotes Ankerkreuz.“ |
| Wappen von Südlingen | Wappenbegründung: Das rote Kreuz ist Teil des Familienwappens derer von Püttlingen. Die Burg Südlingen gehörte ab dem 14. Jahrhundert mehrere hundert Jahre denen von Püttlingen. |

Das Wappen wurde 1949 eingeführt und stammt von Ernst Steffny.

## Sehenswürdigkeiten

### Kapelle St. Barbara und St. Blasius

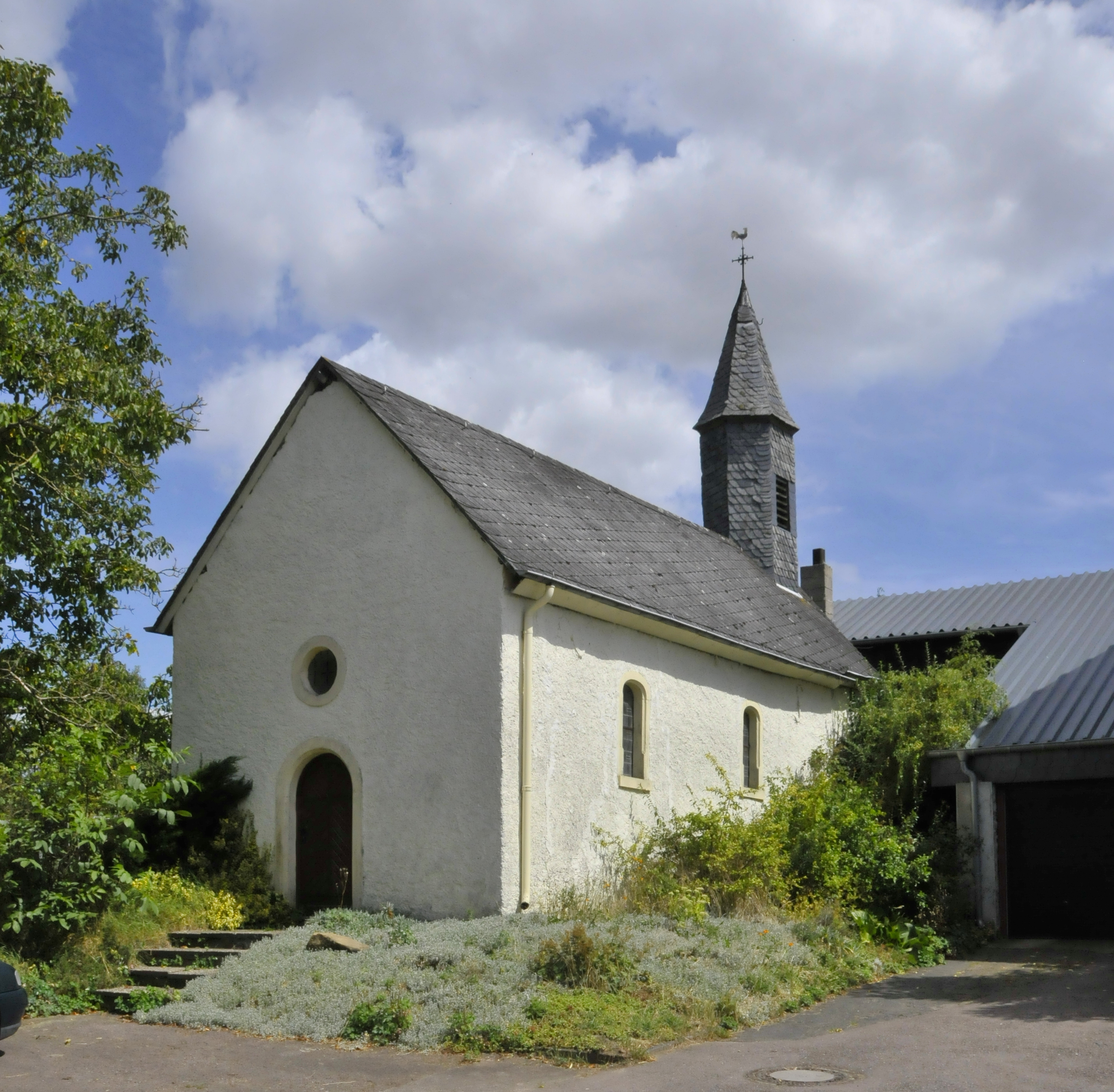
Kapelle St. Barbara und St. Blasius

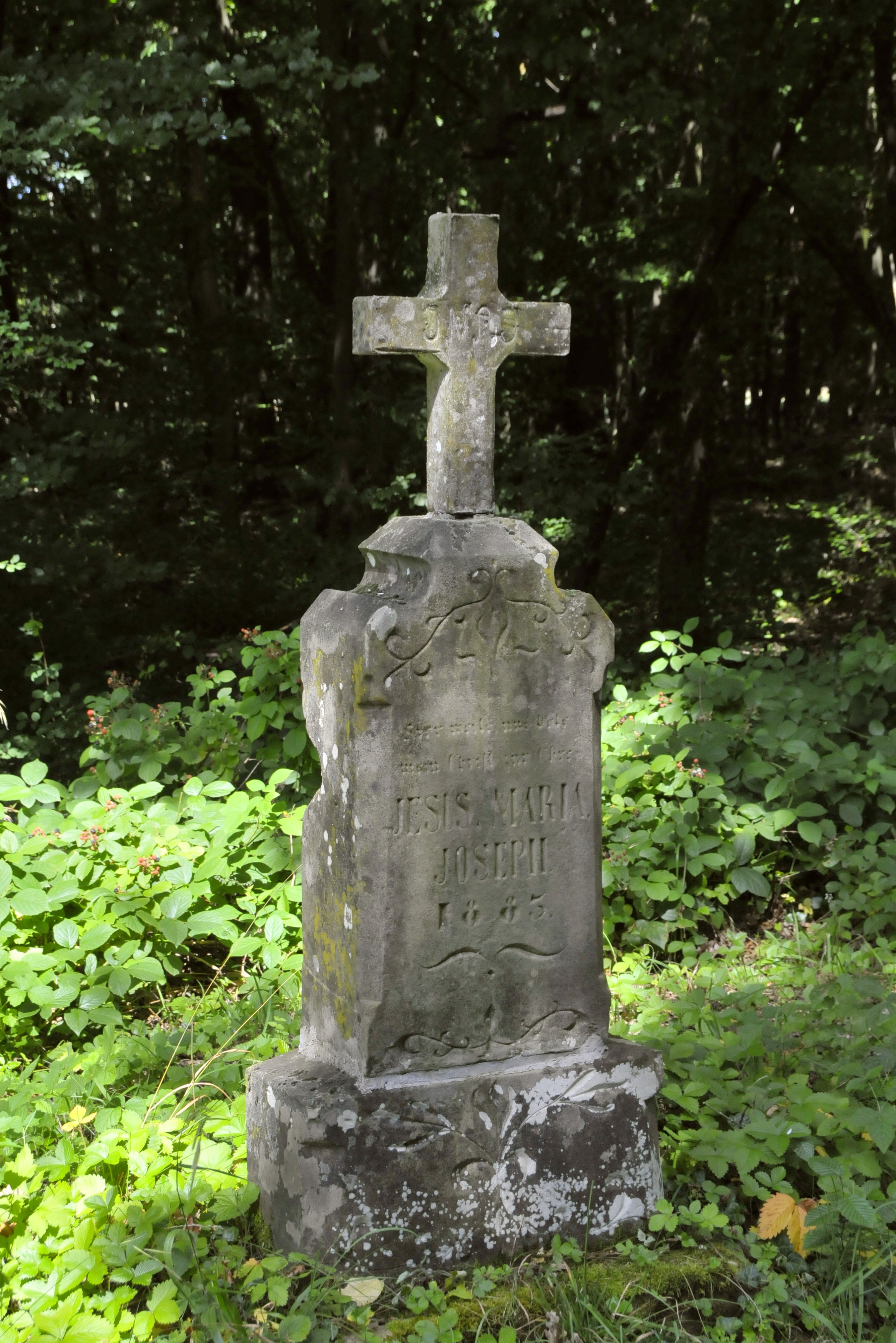
Südlinger Wegekreuz

Reste der heutigen kleinen Kapelle (⊙) von Südlingen stammen aus fränkischer Zeit, etwa 8. bis 9. Jahrhundert. Sie befinden sich am Ostchor und an der Südwand, vom Fundament bis in etwa 80 cm Höhe über dem heutigen Niveau. Außerdem finden sich unter dem Plattenboden im Ostchor hinter dem Altar Gräber aus fränkischer Zeit. Bis 1840 waren auf der Wiese im Norden der Kapelle die Reste von Wall und Graben der ehemaligen Wasserburg sichtbar. Beim Neubau des Schiffes 1736 haben sich Teile der damaligen Hauskapelle erhalten. Die Kapelle ist ostwestlich ausgerichtet. Das Schiff hat auf jeder Seite zwei Rundbogenfenster und im schmucklosen Westgiebel ein Rundfenster über dem Rundbogenportal. Das Mauerwerk ist 80 cm stark, wobei die Südwand, die am Fuß 1,4 m dick ist, diese Stärke erst in einer Höhe von 1,6 m erreicht. Die Grundmaße der Kapelle betragen etwa 4,5 × 12 m. Der Chor ist etwas eingezogen und stellt den ältesten Teil der Kapelle dar. Er hat zu beiden Seiten je ein Rundbogenfenster.
Man betritt das Gebäude durch eine dunkel gebeizte Eichentür. 1955 fand man im Altarinneren ein Sepulcrum. Dieser kofferförmige, bleierne Reliquienbehälter enthielt das Siegel des Trierer Weihbischofs Hubert Yffz, der dieses Amt von 1451 bis 1483 innehatte. Also ist der Altar in diesem Zeitraum geweiht worden. Der Reliquienbehälter wird heute im Bischöfliches Dom- und Diözesanmuseum aufbewahrt, nachdem er bis 1984 im Bistumsarchiv lag.
Das Satteldach trägt über dem Chor einen pyramidenförmigen Dachreiter mit Klangarkaden. Die früheste Erwähnung einer Glocke findet sich 1783/84. 1847 wurde eine inschriftslose Glocke umgegossen. Aus dem Kirchenbuch ist zu entnehmen, dass die Kapelle 1872 eine neue, 24 kg schwere Glocke aus der Glockengießerei Mabilon aus Saarburg erhielt, wobei die alte Glocke mit 20,5 kg Gewicht in Zahlung genommen wurde. 1889 wurde ein neuer sechsflächiger Dachreiter mit Glockenstuhl aufgesetzt und mit einer neu gegossenen, 25 kg schweren Stahlglocke versehen, die allerdings schon Ende des Jahres gesprungen war. 1917 wurde eine 80 kg schwere Stahlglocke mit 32 cm Durchmesser und dem Ton a geliefert. 1957 wurde eine Bronzeglocke mit dem Ton d gestiftet, Gewicht 25 kg, Durchmesser 34 cm.
Ein neues Faserzement-Dach bekam die Kapelle 1969.
Die Kapelle birgt einen Hochaltar von etwa 3,4 m Höhe. Der Sockel enthielt den bereits beschriebenen Reliquienbehälter. Der Altaraufbau zeigt eine Statue der hl. Barbara in der halbkreisförmigen Nische mit muschelförmigem oberen Abschluss, flankiert von zwei marmorierten Säulen. Rechts und links außen stehen die Figuren der Gottesmutter und des hl. Blasius. Barbara und Blasius sind die Patrone der Kapelle. Das Retabel findet nach oben seinen Abschluss in einem Volutengiebel mit einem Engelsgesicht.
Die Kapelle befindet sich auf dem Gelände und im Besitz eines Landwirts, der auch für die Erhaltung des Gebäudes verantwortlich ist.

### Weitere Sehenswürdigkeiten
Außer einem namenlosen Wegekreuz hat Südlingen keine weiteren Sehenswürdigkeiten aufzuweisen. Dieses (⊙) steht an der L 132 kurz vor der Gemeindegrenze in Richtung Dilmar an einem nach rechts abbiegenden Schotterweg, der ehemaligen Römerstraße. Das Kreuz ohne Namen trägt die Datierung 1885 und besteht aus Rotsandstein. Auf dem Stein steht ein jüngeres Betonkreuz.

## Wirtschaft und Infrastruktur

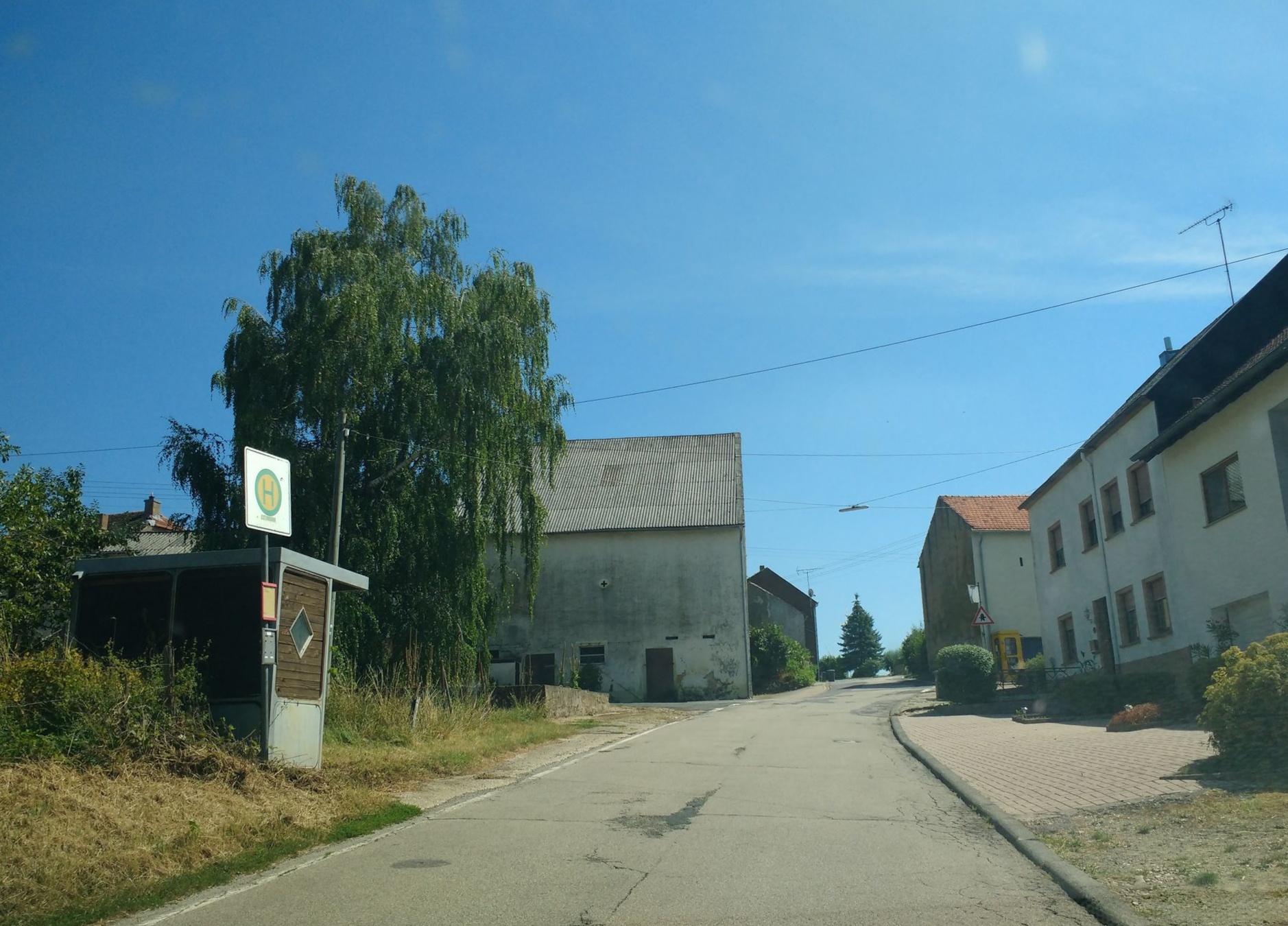
L 132 mit Bushaltestelle Südlingen, Ort

### Wirtschaft
Haupteinnahmequellen der Bewohner sind die Landwirtschaft und die Beschäftigung in Betrieben der größeren umliegenden Orte.

### Verkehr
Durch den Ort führt die Landesstraße 132 (Kreuzweiler – Saarburg), die im Westen der Ortslage die Kreisstraße 112 (Esingen – Konz-Könen) tangiert.
Südlingen ist über die Haltestelle Südlingen, Ort und die Buslinie 244 (Saarburg–Wincheringen) im Netz des VRT an den ÖPNV angeschlossen. Es finden montags bis freitags pro Tag jeweils vier Abfahrten Richtung Saarburg und Richtung Wincheringen statt.